# Begonia cumingii
Begonia cumingii là một loài thực vật có hoa trong họ Thu hải đường. Loài này được A.Gray mô tả khoa học đầu tiên năm 1854.